# Дом Висенс
Дом Висе́нс (кат. Casa Vicens) — частный жилой дом, построенный в 1883—1885 годах в Барселоне архитектором Антони Гауди для семьи Мануэля Висенса, одна из достопримечательностей каталонской столицы. Здание расположено по адресу: улица Каролинас (кат. Carrer de les Carolines), 22-24, в районе Барселоны Грасия и является первым крупным заказом Гауди.

## История
Проект дома выполнен А. Гауди в 1878 году, то есть практически одновременно с получением диплома архитектора. Дом Висенс - первый из проектов Антонио Гауди. Дом, предназначенный под летнюю резиденцию, был заказан М. Висенсом, фабрикантом кирпича и керамической плитки, и построен из необработанного камня и цветных керамических плиток, расположенных в шахматном порядке с растительными орнаментами. Керамическая плитка является данью деятельности его владельца.
В 1925 году домовладельцы провели реконструкцию дома. Улицу Каролинас расширили, дом окружили садом. В ходе этой реконструкции, а также после продажи в 1946 и 1962 годах части земельного участка большая часть сада прекратила своё существование, а вместе с ней утрачены часть ограды, ротонда и фонтан с каскадом.
С 2005 года дом Висенс вместе с другими творениями Антони Гауди включён в Список Всемирного наследия ЮНЕСКО.
До 2014 г. Дом Висенс был частным владением. В нём проживали, купившие дом в 1899 году, наследники Джоверов, которые открывали его для посещения туристов каждый год 22 мая - в день Святой Риты, а все остальное время туристы созерцали фасад дома только снаружи.
В 2014 дом был продан андоррскому банку MoraBanc. Через три года, после реставрации, на которую было потрачено около четырех с половиной миллионов евро дом Висенс был открыт для туристов.
В 2017 году в доме открылся музей. В доме нет обстановки.
Обычный билет стоит 16 евро, детям до 11 лет вход бесплатный.

## Архитектура
В плане дом представляет собой практически правильный четырёхугольник, форму которого нарушает лишь столовая и курительный салон. При строительстве дома Гауди использовал большое число различных декоративных элементов, таких как башенки, эркеры, балконы, выступы фасадов. Это позволило ему, несмотря на простоту формы здания, добиться объёма. Основным строительным материалом послужил необработанный камень, который молодой архитектор использовал в сочетании с производимыми заказчиком кирпичом и полихромными изразцами, образующими шахматный или цветочный узор.
И конструктивное, и декоративное решения выполнены под влиянием испано-арабского стиля мудехар, особенно заметного в верхней части здания, однако в оформлении ощущается свойственное более позднему Гауди стремление к поиску новых форм и декоративных элементов.
Дом Висенс, фасад которого облицован керамической плиткой и кирпичом,  стал ещё и  своеобразной рекламой продукции владелеца фабрики по производству кирпича и керамической плитки Мануэля Висенса.
Эта работа Гауди, по сути, является одной из первых архитектурных работ в стиле модернизма, который резко контрастировал с преобладавшим в то время историзмом. Уже в этой ранней работе выявляется стремление Гауди к созданию архитектурного ансамбля, в котором важна каждая деталь. Поэтому он сам спроектировал оригинальные решётки ворот, окон и балконов и выполнил эскизы интерьеров столовой и курительной комнаты.
Центральным местом в интерьере столовой является камин, спроектированный самим архитектором, с растительными мотивами на стенах и потолке. Из столовой можно выйти на крытую веранду с мраморным фонтаном. Курительная комната выполнена в мавританском стиле с витражными окнами и рельефными орнаментами на стенах из папье-маше с оригинальной полихромной отделкой в зеленых, синих и золотых тонах на потолке,  украшенном  разноцветными узорами с пальмами и гроздьями фиников. 
На первом этаже расположены  спальни, оформленные декоративными элементами средиземноморской флоры и фауны, а также гостиная и ванная комната, которая указывает на то, что особняк был одним из первых для того времени по использованию водопроводной воды.
Лепнина на стенах символизирует папоротники, пассифлору и тростник. Потолок одной из комнат спроектирован в виде псевдокупола, который  с помощью манипуляций с перспективой создаёт ощущение того, что он распахивается в синее небо с порхающими птицами.

Элементы экстерьера
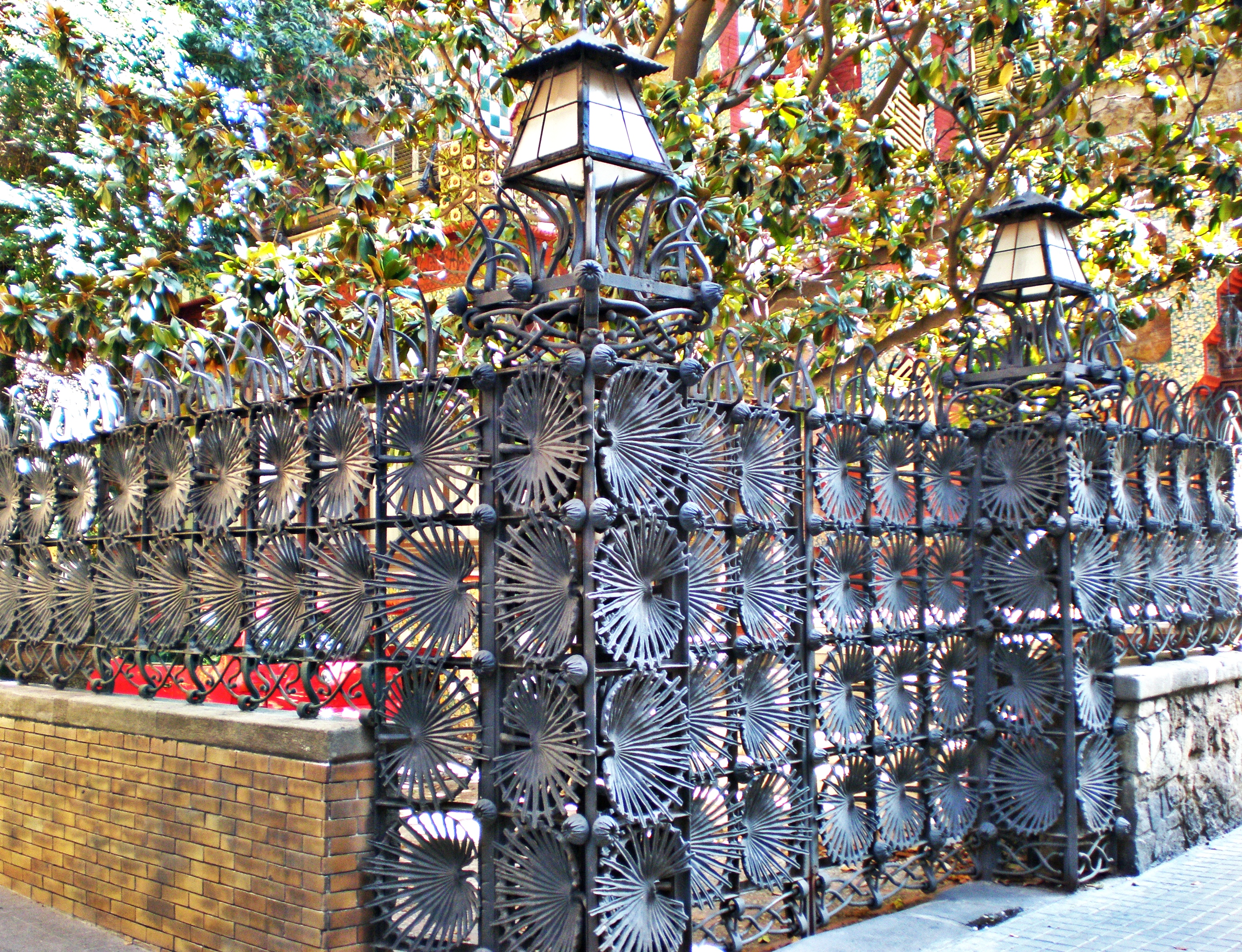
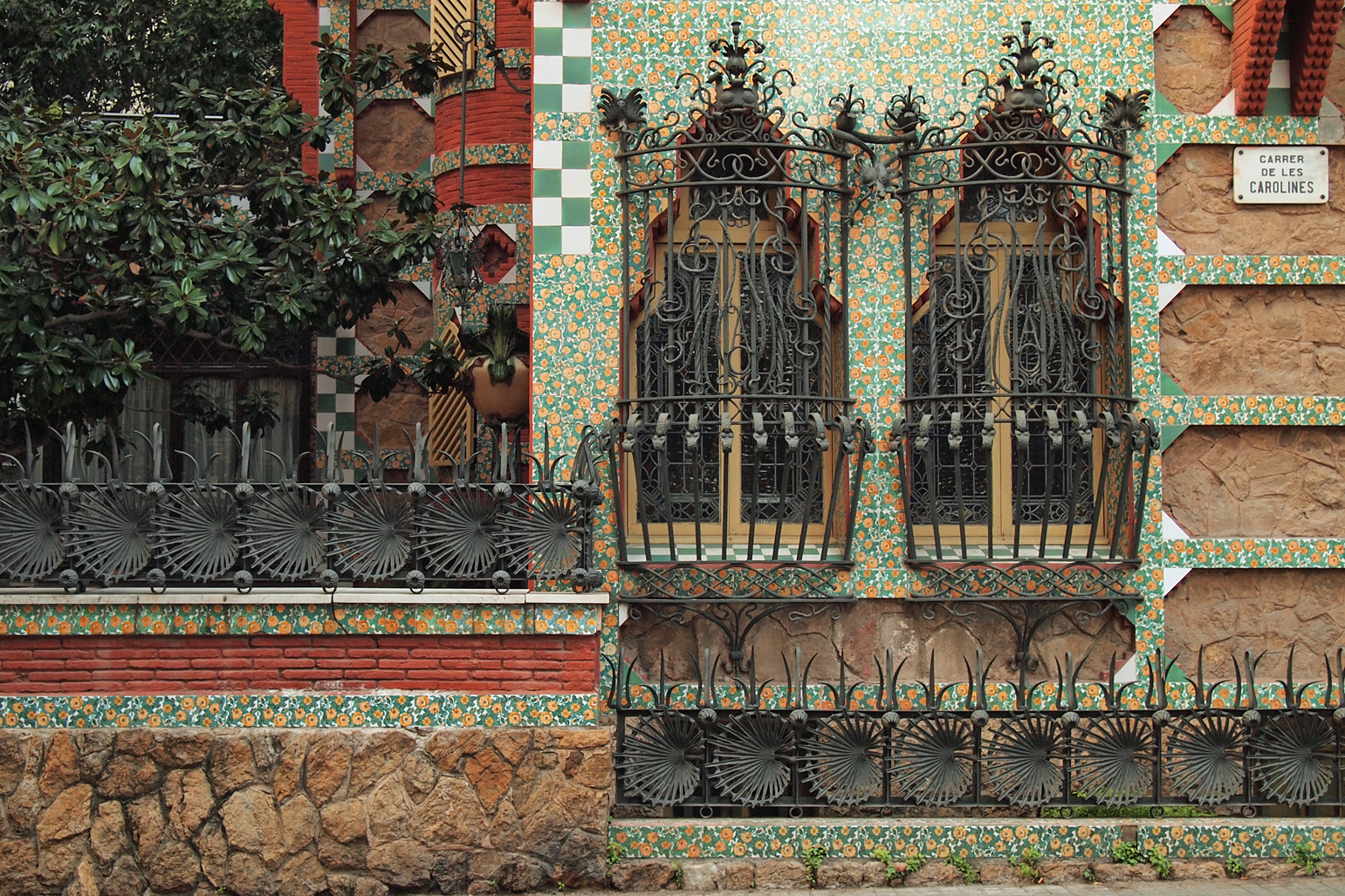
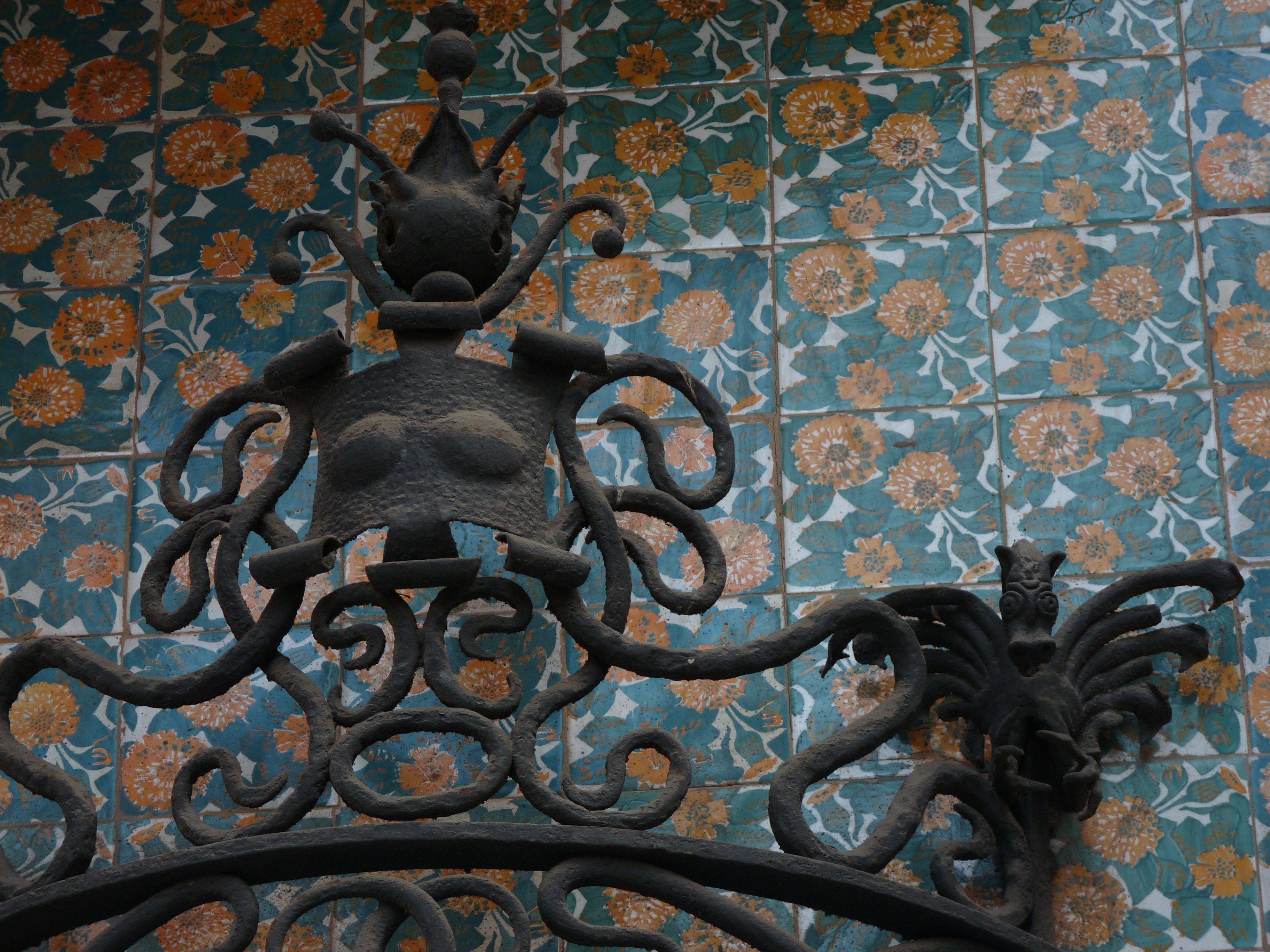
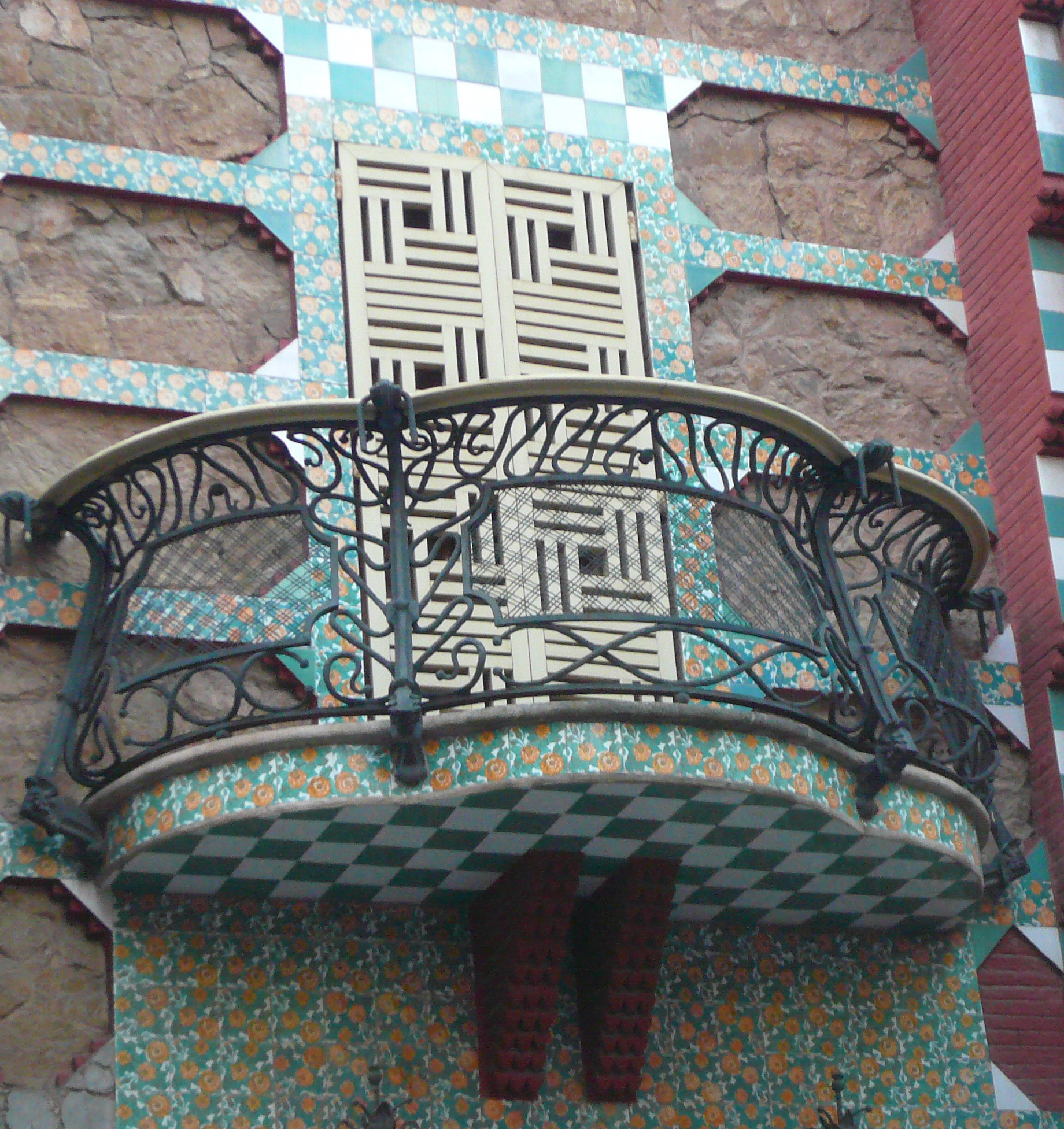
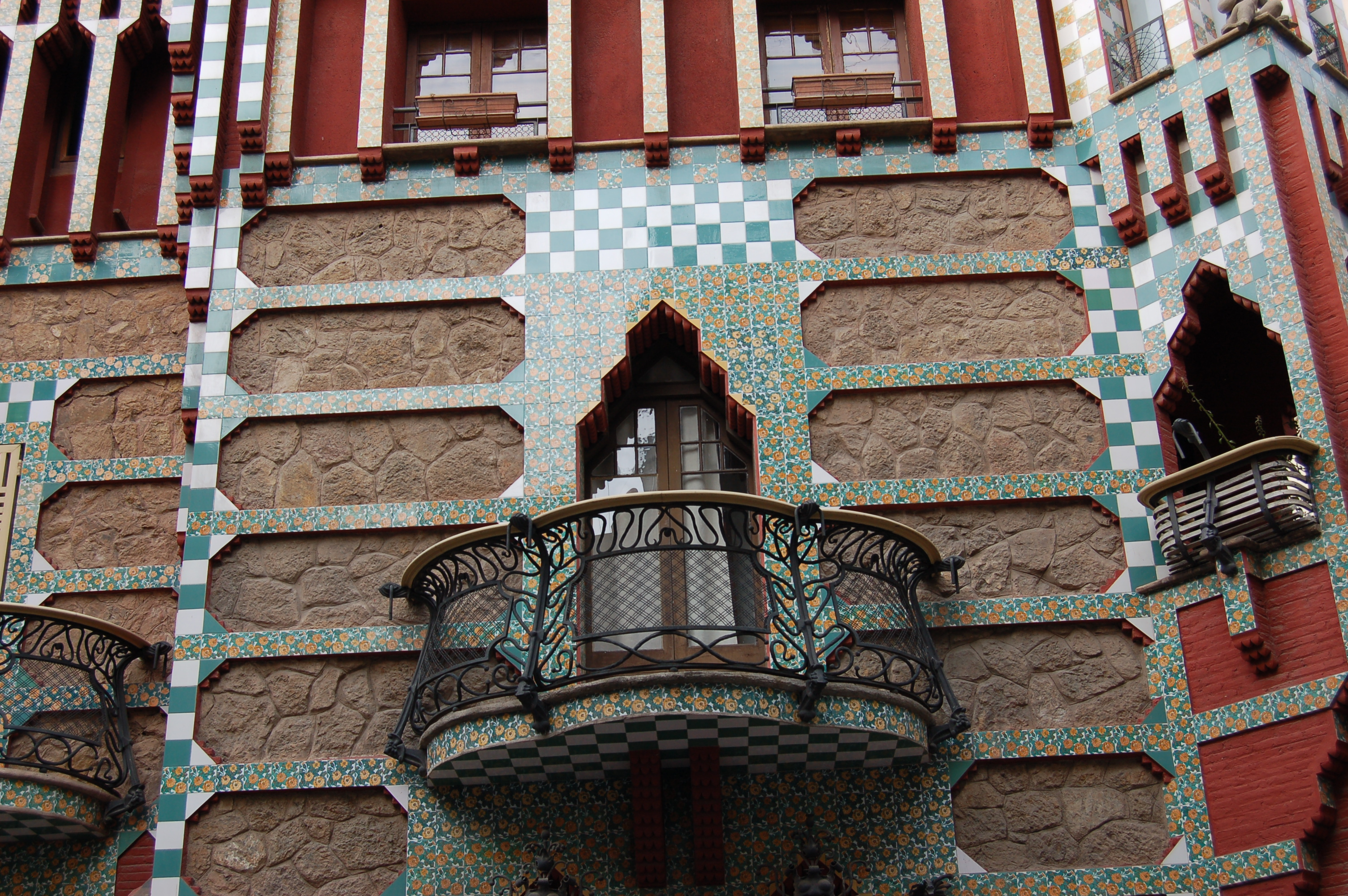
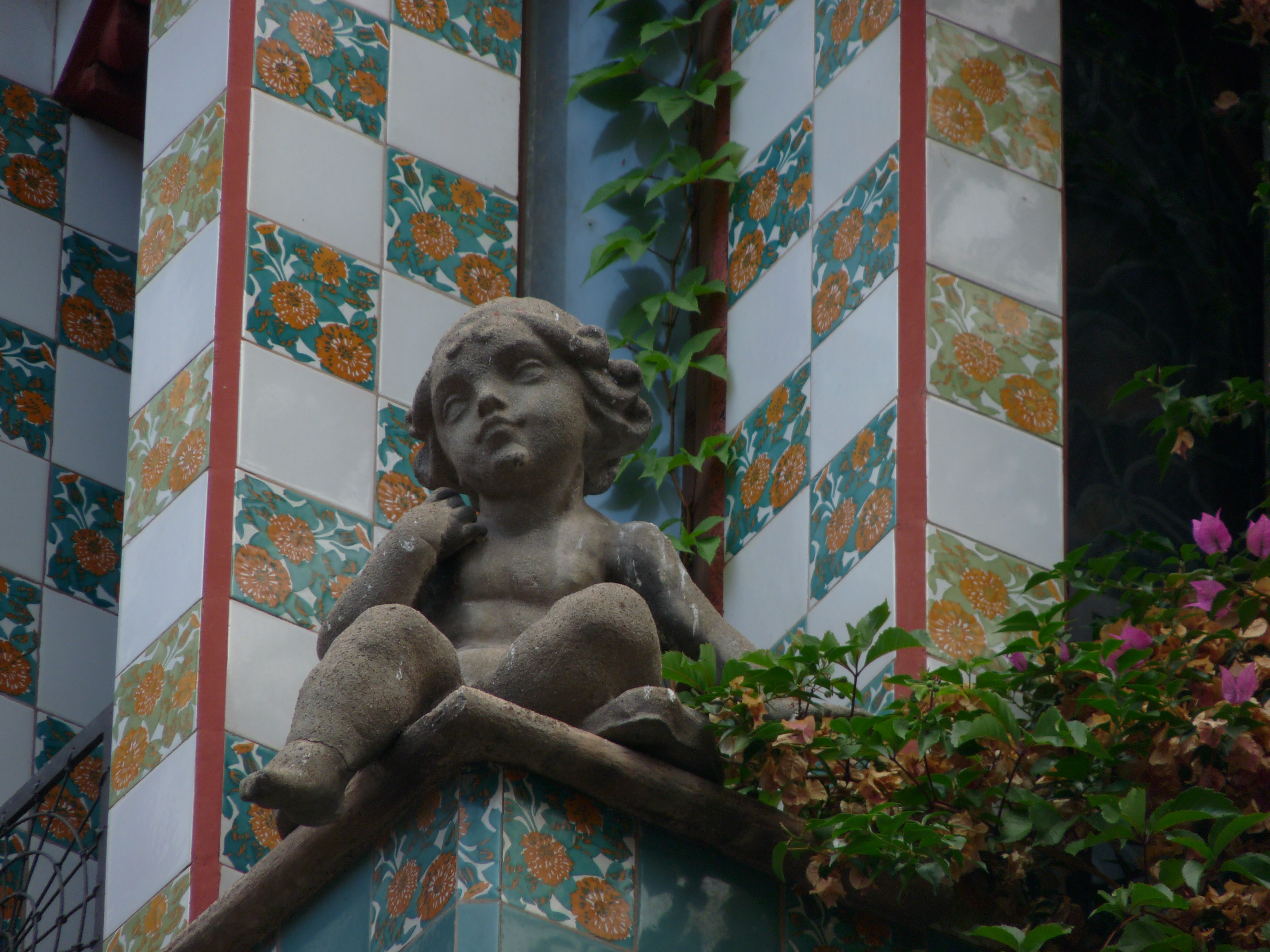